# Ћ
Ћ je cirilska črka, ki se uporablja v srbski abecedi. V srbski latinici ji ustreza črka Ć. Črki Ћ in Ђ je uvedel Vuk Stefanović Karadžić v svoji pravopisni prenovi. Navdih za obliko črk Ћ in Ђ je dobil pri črki »đerv« iz stare bosanske cirilice: 
{\displaystyle {\stackrel {+}{\cap }}}
Črko Ћ po navadi imenujemo mehki č. Izgovarja se podobno, vendar mehkeje kot trdi č (Ч). Kadar uporabljajo latinico, Srbi dosledno Ћ prečrkujejo v Ć, Ч pa v Č. Tega se držimo tudi, kadar v slovenščini navajamo srbska imena in priimke, npr: Милошевић pišemo kot Milošević (in ne Miloševič). To pa ne velja za besede, ki smo jih sprejeli kot del slovenskega jezika in jih zato pišemo v poslovenjeni obliki, npr: ћевапчић pišemo poslovenjeno čevapčič (in ne ćevapčić).
Podobno kot Ћ se izgovarja tudi makedonska črka Ќ.
| tiskano | pisano |
| ------- | ------ |
| Ћ ћ     | Ћ ћ    |

Zanimivosti:
- Latinična mala črka ħ, ki se uporablja v malteški abecedi, je po videzu zelo podobna črki ћ. Ustrezna velika črka je Ħ.
- Črka ħ je v fiziki oznaka za reducirano Planckovo konstanto.